# Yvona Škvárová
Yvona Škvárová (* 11. října 1965 Kladno) je česká operní pěvkyně-mezzosopranistka. Je také vyhledávanou interpretkou oratorní a kantátové tvorby.

## Život
Vystudovala zpěv na Pražské konzervatoři u prof. Brigity Šulcové a následně u prof. Evy Zikmundové. První angažmá přijala v Divadle J. K. Tyla v Plzni, odkud záhy přešla do Národního divadla, kde se poprvé představila v roce 1987 v roli Děčany v opeře Braniboři v Čechách a následující rok zde získala stálé angažmá. Po rozdělení pražských operních domů se stala členkou Státní opery Praha, kde patřila k předním sólistkám souboru. Představila se v několika hlavních rolích a bohaté jsou i její zahraniční aktivity. V německém Řezně byla angažována na roli Oktaviána v opeře Růžový kavalír a několikrát vystoupila pohostinsky v operách Italka v Alžíru a Její pastorkyňa v Kolíně nad Rýnem. Dále hostovala například v Dublinu, Nancy, Hongkongu, Tokiu, Salcburku a Madridu. Od roku 1999 je opět členkou pražského Národního divadla. V roce 2000 absolvovala ve Vídni mistrovské kurzy u komorní pěvkyně Christy Ludwig.
Za roli Brangäny ve Wagnerově opeře Tristan a Isolda získala cenu Festivalu hudebního divadla Opera 2001 za nejlepší ztvárnění vedlejší role a byla nominována na Cenu Thálie. Tu obdržela za rok 2003 v oboru opera za mimořádný výkon v roli Marilyn Klinghofferové ve opeře Smrt Klinghoffera v Národním divadle v Praze.

## Operní role
Národní divadlo moravskoslezské
- Její pastorkyňa (L. Janáček )
- Falstaff (G. Verdi )
- Život prostopášníka (I. Stravinskij )
- Jenovéfa (R. Schumann )
- Prodaná nevěsta (B. Smetana )
- Andrea Chénier (U. Giordano )
- Ohnivý anděl (S. Prokofjev )
- Falstaff (G. Verdi )
- Výlety páně Broučkovy (L. Janáček)

Národní divadlo
- Příhody lišky Bystroušky (L. Janáček)
- Andrea Chénier (U. Giordano )
- Její pastorkyňa (L. Janáček)
- Prodaná nevěsta (B. Smetana)
- Jakobín (A. Dvořák)
- Její pastorkyňa (L. Janáček)
- Rusalka (A. Dvořák)